# Stakka & Skynet
Stakka & Skynet waren een Britse drum-and-bass-groep uit Brighton. De groep bestaat uit producers Nathan Vinall en Shaun Morris en specialiseerde zich in harde en donkere drum-and-bass met veel invloeden uit de sciencefiction. Na het uiteenvallen van het duo dook Morris op bij de vriendelijker klinkende projecten Ror-Shak en Ready Fire Aim.

## Geschiedenis
Vinall en Morris beginnen met samenwerken halverwege de jaren negentig. Beide waren al enkele jaren actief in de dancescene, maar leerden elkaar in 1995 kennen. Morris is daarnaast ook actief met Keit Tyrers als Stakka & K.Tee. Aanvankelijk werken ze nog niet als Stakka & Skynet. Ze brengen singles uit onder diverse namen, al dan niet in samenwerking met anderen. Namen waaronder ze opereren zijn Profound Noize, Psion, Spy, Underfire en Universal Flava. De twee zetten zichzelf als duo op de kaart met het mixalbum Voyager  (1998). In 1999 brengen Vinall en Morris het album  Point Of Arrival uit. Dit is een verzameling van eerdere singles die ze onder diverse namen maakten. In 2001 verschijnt met Clockwork het eerste en enige studioalbum van het duo. Het bestaat vooral uit harde dansvloergerichte drum-and-bass. Opvallend is een remix van de hiphopklassieker Planet Rock van Afrika Bambaataa. Het duo krijgt ook een uitnodiging om een Peel Session op te nemen. Na 2001 lijkt de chemie tussen het duo verdwenen en gaan ze ieder hun eigen weg.
Morris verhuist naar Brooklyn (New York) en gaat daar samenwerken met DJ DB (David Burkeman). Daarmee brengen ze het album Deep (2005) uit, waarop wordt samengewerkt met zangeressen Julee Cruise en Lisa Shaw. Het album bevat vriendelijke en melodieuze drum-and-bass, dat in groot contrast staat met zijn eerdere werk. Als singles maken ze coverversies van A Forest van The Cure en Fate Or Faith van Hybrid. In 2008 is hij met Sage Rader de formatie Ready Fire Aim begonnen. Hiermee maakt hij een uitstapje naar synthpop. Vinall blijft solo actief en brengt nog diverse producties uit. In 2008 maakt hij het album Sentient, dat in vier delen vinyl wordt uitgebracht. Latere albums zijn enkel als MP3-formaat te krijgen.    

## Discografie

### Albums
- Voyager (Post Millenium Drum 'N' Bass) (mixcompilatie) (1998)
- Point Of Arrival (1999)
- Clockwork (2001)

### Morris solo
- Ror-Shak - Deep (2005)
- Ready Fire Aim - This Changes Nothing (2008)

### Vinall Solo
- Sentient (2008)
- Time Wave Zero (2009)
- Dynamo (2011)
- Discretion  (2014)